# جون ميرموز
جون ميرموز (بالفرنسية: Jean Mermoz)‏ (وُلد في أوبينتون بفرنسا في 9 ديسمبر 1901 - اختفى فوق جنوب المحيط الأطلسي في 7 ديسمبر 1936) كان طيارا فرنسيا، شخصية أسطورية من إيروبوستال، الملقب بالملاك.
وكان أيضا أحد مؤسسي الحزب الاجتماعي الفرنسي في عام 1936 مع العقيد دو لا روك.

## حياته

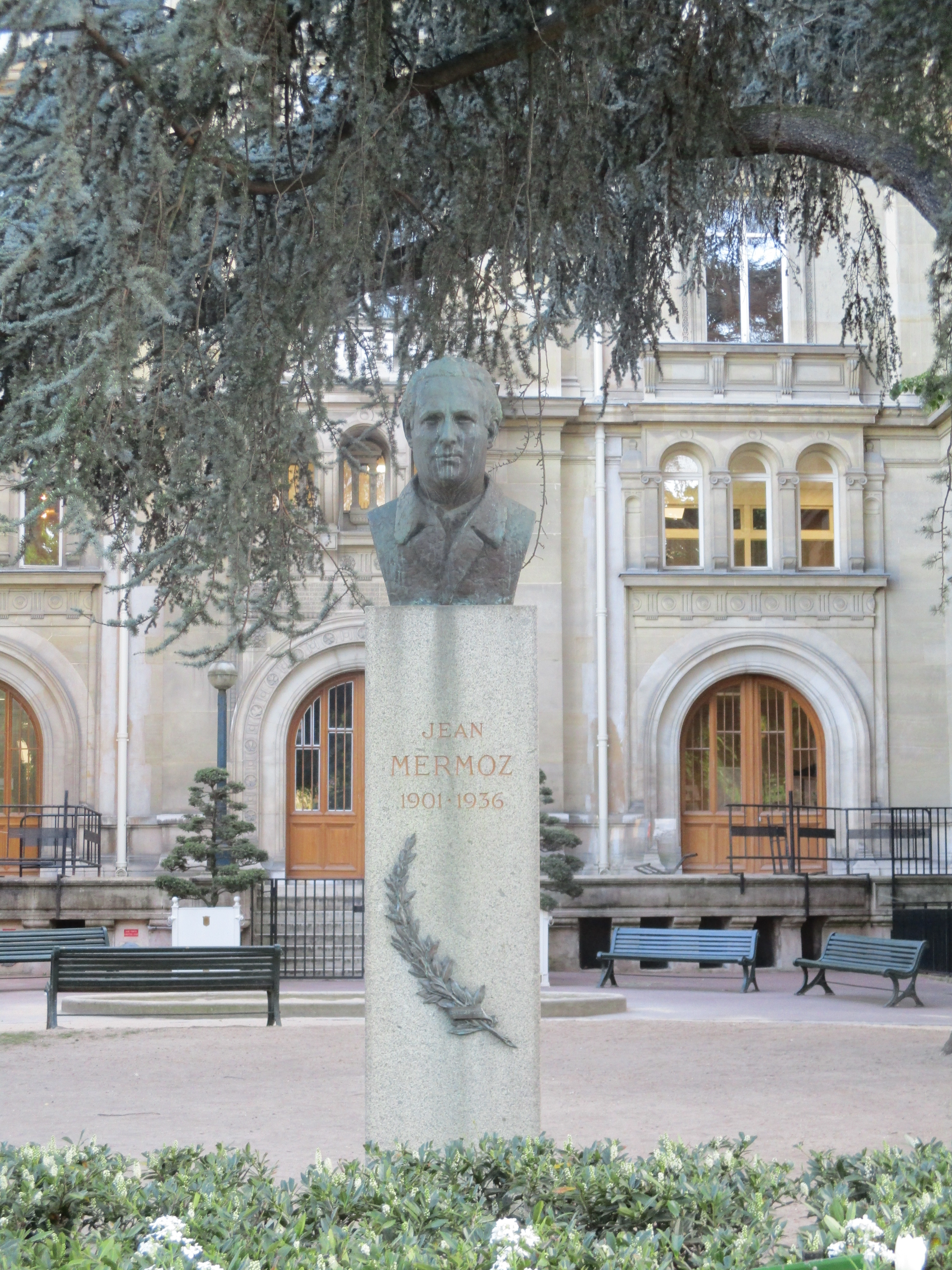
تمثال نصفي لجون ميرموز يطل على شارع يحمل نفس الاسم في نويي سور سين، فرنسا.

جون ميرموز هو ابن جولز ميرموز، وغابرييل جيليت المسماة "مانغابي"، الحائزة على وسام جوقة الشرف رتبة فارس في عام 1952 ، انفصل الزوجان في عام 1902 وتطلقا رسميا في عام 1922.
قضى ميرموز جزءا من طفولته مع أجداده في مينبريسي، وهي قرية تقع جنوب أوبينتون في الأردين. فبينما وجدت والدته وظيفة خياطة في شارلفيل، دخل هو مدرسة هيرسون العليا المهنية كطالب داخلي.
عندما اندلعت الحرب العالمية الأولى في غشت 1914، فر جده وجدته معه وهم مذعورين إلى كانتال، حيث انضم إلى مدرسة أوريلاك. أما والدته، التي لم يصلها التحذير صدها تقدم القوات الألمانية، فتعين عليها الانتظار لمدة ثلاث سنوات، والترتيبات الدولية لعام 1917، للعثور على ابنها، بعد اللقاء الذي جمعهم في منطقة غير محتلة، مرورا بسويسرا، البلد المحايد. فجلبت معها جون ميرموز إلى باريس حيث تم قبوله في المدرسة الثانوية فولتير مع منحة دراسية نصف داخلية.
في عام 1930، تزوج جان ميرموز من جيلبرت تشازوتس، الذي تزوجت بعد وفاة جون ميرموز من المهندس رينيه كوزينيت، اللذين انتحرا في 16 ديسمبر 1956. 